# 고시정
고시정(일본어: 合志町)은 일본 구마모토현 북부에 위치했던 정으로 기쿠치군에 속했다.
2006년 2월 27일, 니시고시정이 고시시에 합병해 소멸하였다.

## 지리
구마모토현 북부 내륙부에 위치한다.구마모토시와 가까운 위치에 있으며, 구마모토 도시계획구역으로 지정되어 구마모토시의 베드타운으로 인구가 증가하는 추세다. 

## 역사
- 1889년 4월 1일 - 정촌제 시행에 의해 고시촌이 성립하였다.
- 1966년 4월 1일 - 정으로 승격해 고시정이 되었다.
- 2006년 2월 27일 - 니시고시정과 합병, 시로 승격해 고시시가 되어 소멸하였다.

## 교통

### 철도
- 구마모토 전기 철도 기쿠치 선]

## 출신유명인
- 우치시바 마사토 (유도선수)
- 036 (MC)

## 참고 문헌
- 角川日本地名大辞典編纂委員会, 『角川日本地名大辞典 43 熊本県』1987, 角川書店